# One Touch
One Touch è l'album di debutto del gruppo musicale pop britannico Sugababes, pubblicato il 27 novembre del 2000 dalla London Records nel Regno Unito e il mese seguente nel resto d'Europa.
Il trio ha lavorato col produttore Cameron McVey per la maggior parte dell'album, che ha prodotto quattro hit da Top 40, tra cui Overload, e Run for Cover.

## Uscita e promozione
Anche se l'album raggiunse la posizione 26 della UK Album Charts e fu certificato oro, le vendite non mantennero le aspettative della London Records, che sciolse il contratto col gruppo nell'autunno 2001, con all'attivo un unico album pubblicato dalla label. Inoltre, è stato l'unico album della band con la formazione originale: Siobhán Donaghy lasciò infatti il gruppo affermando inizialmente di voler iniziare una carriera nella moda, ma successivamente ammise che le era stata diagnosticata una forma di depressione causata dai rapporti conflittuali con gli altri membri della band.
In un'intervista del marzo 2009 con Ponystep, l'ex membro del gruppo Mutya Buena dichiarò che riteneva One Touch il miglior lavoro del gruppo e che lo ascoltava ancora.  La Donaghy ha anche affermato (in un'intervista separata) che l'album era "in anticipo sui tempi."
Nella sua prima settimana di vendite, l'album si piazzò solo alla posizione 70, vendendo appena 5,720 copie; ma quattro mesi dopo, raggiunse la posizione 26 e vendette altre 22 000 copie. In totale ha venduto 180 000 copie nel Regno Unito.
In Irlanda la posizione più alta raggiunta dall'album è stata la 55, anche se l'album è stato considerato un successo nell'Europa centrale, in seguito alla fortuna del singolo di debutto, Overload. In Germania, l'album ha raggiunto la numero 7 rimanendo l'album del gruppo che ha raggiunto la posizione più alta nel paese, anche se non ha avuto certificazioni. In Austria e Svizzera, ha raggiunto rispettivamente le posizioni 6 e 8; comunque il quarto album del gruppo, Taller in More Ways è riuscito ad avere un successo di poco maggiore superando di due posizioni One Touch e ricevendo la certificazione di disco d'oro in entrambi i paesi.
In Asia, l'album è andato bene e ha reso il gruppo uno dei più noti negli anni 2000. Overload ha raggiunto la numero due nella MTV Asia Hitlist, New Year la numero 10, mentre Run for Cover e Soul Sound rispettivamente alla 20 e 16. Divennero il primo gruppo femminile, dopo le Spice Girls, ad avere tutti i singoli dell'album di debutto nella top twenty della MTV Asia Hitlist.
Infine, l'album ha raggiunto la posizione 63 della Australian ARIA Chart, alla 16 della New Zealand RIANZ Chart.

## Singoli
Il primo singolo, Overload, venne pubblicato l'11 settembre 2000 nel Regno Unito. La canzone, prodotta da Cameron McVey, divenne il primo singolo delle Sugababes ad entrare in top ten nel Regno Unito, raggiungendo la sesta posizione. Dall'album vennero estratti altri tre singoli da top 30: New Year, Run for Cover e Soul Sound, che raggiunsero rispettivamente le posizioni 12, 13 e 30. Run for Cover ottenne un relativo successo in Europa, senza eguagliare quello di Overload.

## Tracce
CD (London 8573-86107-2 (Warner) / EAN 0685738610723)
1. Overload - 4:38 (Siobhán Donaghy, Mutya Buena, Keisha Buchanan, Jony Rockstar, Felix Howard, Paul Simm, Cameron McVey)
2. One Foot in - 3:25 (Cupid, Paul Watson)
3. Same Old Story - 3:03 (Matt Rowe, John Themis)
4. Just Let It Go - 5:01 (Matt Rowe, John Themis)
5. Look at Me - 3:58 (Jonathan Lipsey, Cameron McVey)
6. Soul Sound - 4:30 (Todd Edwards, Ron Tom)
7. One Touch - 4:20 (Ron Tom, Don-e)
8. Lush Life - 4:28 (Ron Tom)
9. Real Thing - 4:04 (Matt Rowe, John Themis)
10. New Year - 3:51 (Matt Rowe, Felix Howard, Jonathan Lipsey, Cameron McVey)
11. Promises - 3:17 (Jonathan Lipsey, Cameron McVey)
12. Run for Cover - 3:48 (Mutya Buena, Keisha Buchanan, Siobhán Donaghy, Paul Simm, Jonathan Lipsey, Cameron McVey)

## Classifiche
| Classifica (2000) | Posizione raggiunta |
| ----------------- | ------------------- |
| Austria           | 6                   |
| Germania          | 7                   |
| Svizzera          | 8                   |
| Nuova Zelanda     | 16                  |
| Regno Unito       | 26                  |

## Uscite
| Region        | Date             | Label          |
| ------------- | ---------------- | -------------- |
| Regno Unito   | 27 November 2000 | London Records |
| Austria       | 11 dicembre 2000 | London Records |
| Germania      | 11 dicembre 2000 | London Records |
| Svizzera      | 11 dicembre 2000 | London Records |
| Australia     | agosto 2001      | London Records |
| Irlanda       | 25 gennaio 2001  | London Records |
| Italia        | Marzo 2001       | London Records |
| Nuova Zelanda | Marzo 2001       | London Records |
| Stati Uniti   | Giugno 2001      | London Records |
| Canada        | Giugno 2001      | London Records |